# Perućica
Perućica (Serbocroat: Перућица) és un dels boscos primaris que resten a Europa. Està localitzat en la República Sèrbia, a prop de la frontera amb Montenegro, i forma part del Parc nacional de Sutjeska. El bosc solament pot ser explorat en companyia de guardaboscos.
L'Avet roig més alt que s'hagi mesurat (63 metres) està localitzat en aquest bosc.